# Alchemilla urceolata
Alchemilla urceolata es una especie de planta del género Alchemilla, perteneciente a la familia Rosaceae.

## Taxonomía
Alchemilla urceolata fue descrita por Serguéi Yuzepchuk en 1941.

## Distribución
Se encuentra en el territorio del Cáucaso septentrional y Transcaucasia.